# Tryphon rennenkampffii
Tryphon rennenkampffii är en stekelart som beskrevs av Julius Theodor Christian Ratzeburg 1852. Tryphon rennenkampffii ingår i släktet Tryphon och familjen brokparasitsteklar. Inga underarter finns listade i Catalogue of Life.